# Julius Grillo
Julius Grillo (* 25. April 1849 in Neumühl; † 19. März 1911 in Düsseldorf) war ein deutscher Hütteningenieur und Unternehmer, der die Grillo-Werke leitete.

## Leben
Julius Grillo besuchte ab Ostern 1861 die Realschule I. Ordnung in Mülheim an der Ruhr und war von September 1866 bis April 1867 als technischer Zeichner im technischen Büro des Hüttenwerks Jacobi, Haniel & Huyssen in Sterkrade beschäftigt. Nach Absolvierung eines praktischen Vorbereitungskurses studierte er von Michaelis 1867 bis Michaelis 1869 an der Bergakademie Clausthal. Dort war er Mitglied im „Verein zum lustigen Arschleder“, aus dem heraus er mit drei Kommilitonen am 11. Juli 1868 die Verbindung Montana, das spätere Corps Montania Clausthal, gründete. Im Oktober 1869 wechselte er an die Bergakademie Freiberg. 1870/71 nahm er im Fuß-Ersatz-Bataillon des Westfälischen Feldartillerie-Regiments Nr. 7 am Deutsch-Französischen Krieg teil.

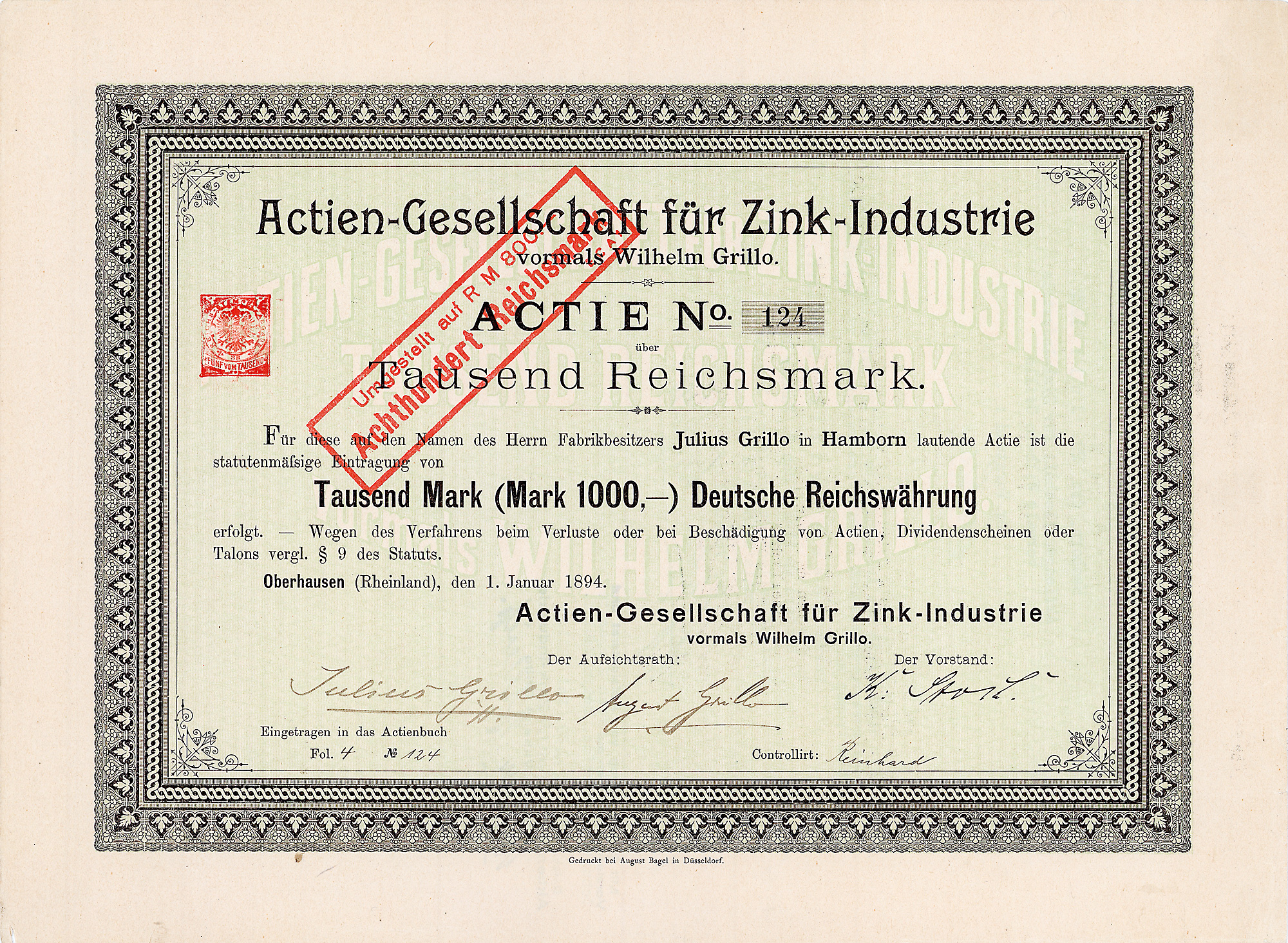
Gründeraktie der AG für Zink-Industrie vom 1. Januar 1894 mit Unterschrift von Julius Grillo als Aufsichtsrat

Nach dem Krieg trat Grillo in das Familienunternehmen in Oberhausen ein und leitete zunächst die technische Entwicklung. Auf ihn geht unter anderem die Entwicklung eines Röstofens für Zinkblende und eines neuen Verfahren zur Herstellung flüssigen, wasserfreien Schwefeldioxids zurück, das er in der von ihm in Hamborn neu errichteten Zinkhütte einführte. Nach dem Tod seines Bruders und dem Ausscheiden des Vaters war Julius Grillo alleiniges Vorstandsmitglied der Grillo-Werke. Als das Unternehmen 1893 in die Aktiengesellschaft für Zink-Industrie umgewandelt wurde, übernahm er den Vorsitz des Aufsichtsrats. Er erhielt den Ehrentitel eines (preußischen) Kommerzienrats.
Grillo war Mitglied im Rat der Gemeinde Hamborn. Er engagierte sich auch in Industrieverbänden, karitativen Einrichtungen und kirchlichen Organisationen. Er war auch Mitglied des Vereins Deutscher Ingenieure (VDI) und des Ruhr-Bezirksvereins des VDI.